# Bhoja Air-vlucht 213
Bhoja Air-vlucht 213 was een binnenlandse vlucht tussen de Pakistaanse steden Karachi en Islamabad. Op 20 april 2012 stortte de Boeing 737-200 waarmee de vlucht werd uitgevoerd neer tijdens het aanvliegen op Benazir Bhutto International Airport in het Pakistaanse Islamabad. Al de 127 inzittenden kwamen om bij het ongeluk.

## Vliegtuig
Het verongelukte vliegtuig was een Boeing 737-236 met serienummer 23167 en registratie AP-BKC. Het vliegtuig vloog het eerst op 13 december 1984 en begon zijn dienst bij British Airways. Later vloog het toestel ook nog voor onder meer Comair. Bhoja Air kocht het vliegtuig van Shaheen Air.

## Oorzaak
De oorzaak van het ongeval is nog niet duidelijk. Wel is bekend dat het tijdens het ongeluk slecht weer was op de plaats waar het vliegtuig neergestort is. Sommige getuigen aan de grond verklaarden ook dat het vliegtuig geraakt werd door bliksem. Het toestel was 28 jaar oud en het is niet duidelijk of het vliegtuig nog wel veilig was.